# Каинджи
Каи́нджи — водохранилище в западной Нигерии, на реке Нигер, созданное путём строительства плотины Каинджи в 1967—1968 годах. Площадь поверхности — 1270 км². Объём воды — 15,1 км³. Длина — 140 км.
Вокруг Каинджи располагается национальный парк Каинджи, созданный в 1976 году.

## Использование
Плотина Каинджи на юге штата Нигер создаёт электроэнергию для большинства городов Нигерии. Строительство этой плотины длилось с 1964 по 1968 год, и обошлось в 209 миллионов долларов, четверть из которых была использована для эвакуации местного населения. Плотина имеет 8 турбин, производящих в общей сложности 760 МВт энергии в год. Часть продукции продаётся в Нигер.

## Охрана
Хотя область вокруг Каинджи имеет малую плотность населения, деятельность человека отрицательно влияет на национальный парк Каинджи. Главными угрозами являются обезлесивание, бесконтрольный выпас скота и незаконная охота, что особенно сильно наблюдается в секторе Зугурма. В Каинджи наблюдается снижения численности рыбы из-за чрезмерного рыболовства. Для сохранения рыбных запасов используется контроль над рыболовством.